# 2012年ロンドンオリンピックのイエメン選手団
2012年ロンドンオリンピックのイエメン選手団（2012ねんロンドンオリンピックのイエメンせんしゅだん）は、2012年7月27日から8月12日までイギリスのロンドンで開催されたロンドンオリンピックイエメン選手団の名簿。

## 選手団
- 人員: 選手 4人
- 開会式旗手: Tameem Al-Kubati

## 種目別選手・スタッフ名簿及び成績

### 陸上競技
- Nabil Mohammed Al-Garbi（男子1500m）3分55秒46 予選敗退
- Fatima Sulaiman Dahman（女子100m）13秒95 予備予選敗退

### 柔道
- アリ・フスロフ（男子60kg級）第2回戦敗退

### テコンドー
- Tameem Al-Kubati（男子58kg級）第2回戦敗退